# أولريش ثيتشوسين
أولريش ثيتشوسين (بالدنماركية: Ulrich Thychosen)‏ هو لاعب كرة قدم دنماركي في مركز الوسط، ولد في 19 يوليو 1956 في فايله في الدنمارك. لعب مع رويال أنتويرب ونادي فايله.